# Samaneh Atef

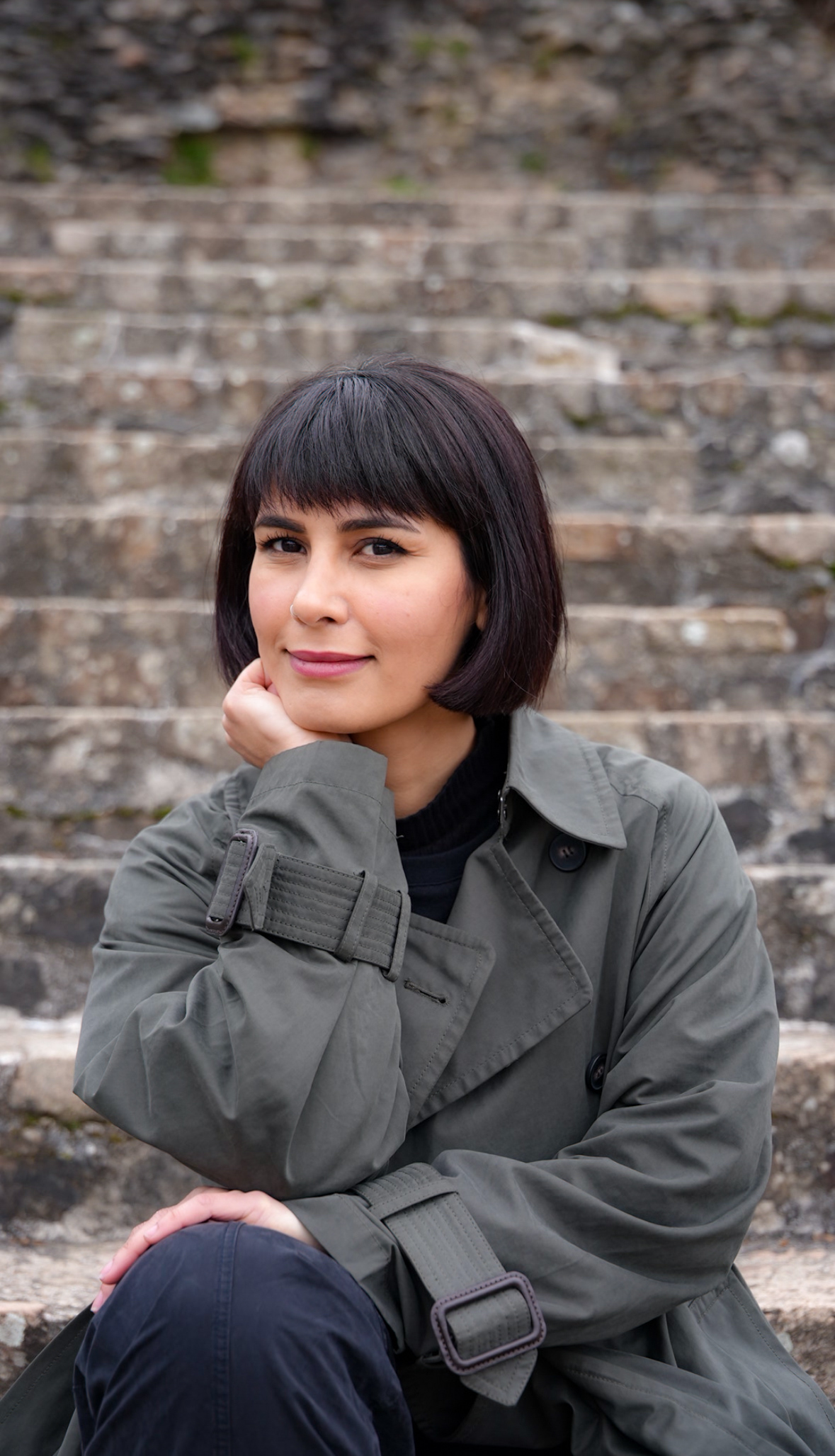

Samaneh Atef (persisch سمانه عاطف; * 1989 in Bandar Abbas) ist eine iranische autodidaktische Künstlerin, deren Werk sich der Art brut zurechnen lässt.

## Leben
Samaneh Atef wurde 1989 in Bandar Abbas geboren und wuchs mit drei Geschwistern auf. Als Kind litt sie unter den häufigen Ortswechseln und Abwesenheiten ihres Vaters, der Offizier der Marine war. Obwohl sie Kunst studieren oder eine Ausbildung zur Grafikerin machen wollte, studierte sie den Erwartungen ihrer Familie folgend ab 2009 in Lahidschan an der Islamischen Azad-Universität Lāhīdschān Informatik, gab daneben Computerunterricht, um finanziell unabhängig zu werden und zeichnete viel. Ihr Leben war von den Einschränkungen, denen Frauen im Iran unterliegen, geprägt und nachdem eine Liebesbeziehung an den kulturellen Konventionen ihres Umfelds gescheitert war und ein naher Freund Suizid beging, entwickelte sie Depressionen, Ängste, Gefühle der Einsamkeit und Isolation und chronische, unbestimmte körperliche Schmerzen, hörte aber nie auf zu zeichnen. Sie drückte damit ihre Gefühle, aber auch Kritik an der iranischen Gesellschaft und der Rolle der Frau aus. Nach Abschluss des Studiums in „Software Technology Engineering“ arbeitete sie als Informatikerin und widmete sich ab etwa 2014/2015 ernsthaft der Malerei.
Samaneh Atef verbreitete ihre Bilder über das Internet, was ihr den Zugang zu Ausstellungen im Ausland ermöglichte. Im Jahr 2016 verließ sie zum ersten Mal den Iran, um an einer Ausstellung im Museum für naive und marginale Kunst (MNMA) in Serbien teilzunehmen. Da Samaneh Atef aufgrund ihrer kontinuierlichen Bemühungen, ihre Werke im Iran zu präsentieren, immer wieder mit Enttäuschungen konfrontiert war, verließ sie ihre Heimat Iran und ging im Februar 2020 mit einem Stipendium nach Frankreich. Nach ihrem Aufenthalt in Lyon erwarb die Stadt Lyon mehrere ihrer Werke für die städtische Sammlung.
Zur documenta fifteen war Samaneh Atef 2022 für das Podiumsgespräch „Dissident Artists in Exile“ des Instituto de Artivismo Hannah Arendt eingeladen.

## Werk
In ihren Werken konzentriert sich Samaneh Atef „auf Frauen – ihr Leben, ihre Erfahrungen, ihre Stärke“ und thematisiert „Unterdrückung, Selbst-Entfremdung, Leid, Folter und Tod der Frauen in der Welt“. Neben den Frauengestalten ist ein Pfirsichbaum, der in ihrer Kindheit vor ihrem Fenster stand, ein wiederkehrendes Motiv in ihren Bildern. In ihren Bildern finden sich einige der formalen Elemente der persischen oder iranischen Kunst „mit dekorativen Mustern, Ornamenten, fast versteckten Figurengruppen und einer großen weiblichen Figur als Hauptmotiv“. Ihre Arbeiten tragen Titel wie „Aufstehen“, „Die Welt ohne einander“, „Ein Teil von mir“, „Meine ganze Geschichte begann mit meinem Körper!“, „Es gibt keine Geschichte mehr zu erzählen“ oder „Ich gehe weg, Aber ich werde nicht gehen, ohne mich zu verabschieden“.
Obwohl sie unterschiedliche Materialien und Techniken verwendet, benutzt sie für den Großteil ihrer Arbeiten verschiedene Zeichenstifte, von Bleistift und Tinte bis hin zu Farb- und Filzstiften, Finelinern und Markern auf Papier und Leinwand. Manche ihrer Werke sind mit Chinatusche oder Wasserfarben auf Landkarten gezeichnet und gemalt.

## Auszeichnungen und Stipendien
- 2024: Gewinn des Kunstpreises Euward 9[10]
- 2022: Atelierstipendium in „Le Grand Large“, Lyon
- 2021: Residenzstipendium bei URDLA, Villeurbanne
- 2019: Hauptpreis der Jury, 52. Internationales Treffen autodidaktischer Künstler, Trebnje, Slowenien[1]

## Ausstellungen
Um 2014 oder 2015 wandte Samaneh Atef sich nach Ermutigung durch einen befreundeten Dozenten der Kunsthochschule verstärkt der Malerei zu und nahm in Folge an unterschiedlichen Ausstellungen teil, wie etwa in einer Einzelausstellung in der Galerie Polysémie in Marseille 2016/2017, den Internationalen Treffen autodidaktischer Künstler im slowenischen Trebnje in den Jahren 2017, 2019 und 2020 und mehreren Outsider Art Fairs in Paris 2019 und 2020 sowie 2022 in New York. Im Jahr 2021 widmete ihr das serbische Museum für naive und marginale Kunst MNMA („Muzej naivne i marginalne umetnosti“, „Музеј наивне и маргиналне уметности у Јагодини“) in Jagodina eine Einzelausstellung. 2023 zeigte das Open art museum in St. Gallen mit Outsider Art unter dem Halbmond eine Ausstellung von Kunst aus islamisch geprägten Ländern mit einem Schwerpunkt auf die Werke Samaneh Atefs.
Im Jahr 2024 wurde Samaneh Atef mit dem Euward ausgezeichnet. Das Haus der Kunst in München zeigte ab Mitte Mai für zwei Monate in der Ausstellung „Samaneh Atef, Belén Sánchez, Desmond Tjonakoy. euward9“ Werke der Preisträgerinnen und Preisträger sowie der weiteren 16 Finalistinnen und Finalisten als Bestandteil des regulären Jahresprogramms.
Auswahl:
- 2024: Samaneh Atef. Théâtre Jacques Carat, Cachan[14]
- 2024: Euward 9. Haus der Kunst, München[15][16]
- 2023: Outsider Art unter dem Halbmond. Open art museum, St. Gallen[17]
- 2021: Museum für naive und marginale Kunst (MNMA), Jagodina, Serbien
- 2021: Zavedanje – Awareness. „Galerija likovnih samorastnikov Trebnje“ im „Center za izobraževanje in kulturo Trebnje“ (CIK Trebnje), Trebnje, Slowenien[1]
- 2020: Sexual Personae. Outsider Art Fair, Paris
- 2017: supernatural. Messe- und Veranstaltungsgelände „Parc Chanot“, Marseille
- 2017: Copenhagen Outsider Art Gallery, Kopenhagen
- 2017: 50. Internationales Treffen autodidaktischer Künstler. „Galerija likovnih samorastnikov Trebnje“ im „Center za izobraževanje in kulturo Trebnje“ (CIK Trebnje), Trebnje
- 2017/2018: Grand Baz'art: festival international d’art marginal, Gisors, Bézu-Saint-Éloi
- 2018: Palatul culturii Iași (Kulturpalast Iași), Iași, Rumänien
- 2017: Museum van de Geest, Het Dolhuys Museum, Haarlem
- 2016: Copenhagen Outsider Art Galerie, Kopenhagen
- 2016: Museum für naive und marginale Kunst (MNMA), Jagodina, Serbien[1][11]